# Saint-Vincent-de-Lamontjoie
 Saint-Vincent-de-Lamontjoie  es una población y comuna francesa, en la región de Aquitania, departamento de Lot y Garona, en el distrito de Nérac y cantón de Francescas.

## Demografía
| 299 | 277 | 245 | 216 | 189 | 197 |
| Para los censos de 1962 a 1999 la población legal corresponde a la población sin duplicidades (Fuente: INSEE [Consultar]) |     |     |     |     |     |